# Raymond Macias
Raymond Macias (né le 18 septembre 1986 à Long Beach, dans l'État de la Californie aux États-Unis) est un joueur professionnel américain de hockey sur glace.

## Carrière en club
En 2002, il commence sa carrière avec les Blazers de Kamloops dans la Ligue de hockey de l'Ouest. Il est choisi au cours du repêchage d'entrée 2005 dans la Ligue nationale de hockey par l'Avalanche du Colorado en 4e ronde, en 124e position. Il passe professionnel avec les Monsters du lac Érié dans la Ligue américaine de hockey en 2007.

## Statistiques
| Saison    | Équipe                  | Ligue        |    | Saison régulière | Saison régulière | Saison régulière | Saison régulière | Saison régulière |   | Séries éliminatoires | Séries éliminatoires | Séries éliminatoires | Séries éliminatoires | Séries éliminatoires |
| Saison    | Équipe                  | Ligue        | PJ | B                | A                | Pts              | Pun              | PJ               | B | A                    | Pts                  | Pun                  |                      |                      |
| 2002-2003 | Blazers de Kamloops     | LHOu         | 4  | 0                | 0                | 0                | 0                | 2                | 0 | 0                    | 0                    | 0                    |                      |                      |
| 2003-2004 | Blazers de Kamloops     | LHOu         | 69 | 12               | 17               | 29               | 14               | 5                | 2 | 0                    | 2                    | 0                    |                      |                      |
| 2004-2005 | Blazers de Kamloops     | LHOu         | 69 | 12               | 35               | 47               | 18               | 2                | 0 | 0                    | 0                    | 0                    |                      |                      |
| 2005-2006 | Blazers de Kamloops     | LHOu         | 68 | 12               | 26               | 38               | 34               | -                | - | -                    | -                    | -                    |                      |                      |
| 2006-2007 | Blazers de Kamloops     | LHOu         | 69 | 12               | 35               | 47               | 18               | 2                | 0 | 0                    | 0                    | 0                    |                      |                      |
| 2007-2008 | Monsters du lac Érié    | LAH          | 42 | 4                | 9                | 13               | 18               | -                | - | -                    | -                    | -                    |                      |                      |
| 2007-2008 | Chiefs de Johnstown     | ECHL         | 5  | 0                | 5                | 5                | 0                | 6                | 1 | 3                    | 4                    | 2                    |                      |                      |
| 2008-2009 | Chiefs de Johnstown     | ECHL         | 8  | 1                | 5                | 6                | 4                | -                | - | -                    | -                    | -                    |                      |                      |
| 2008-2009 | Monsters du lac Érié    | LAH          | 36 | 3                | 15               | 18               | 20               | -                | - | -                    | -                    | -                    |                      |                      |
| 2008-2009 | Avalanche du Colorado   | LNH          | 6  | 0                | 1                | 1                | 0                | -                | - | -                    | -                    | -                    |                      |                      |
| 2009-2010 | Monsters du lac Érié    | LAH          | 52 | 7                | 10               | 17               | 16               | -                | - | -                    | -                    | -                    |                      |                      |
| 2010-2011 | Monsters du lac Érié    | LAH          | 43 | 3                | 11               | 14               | 28               | 4                | 0 | 0                    | 0                    | 0                    |                      |                      |
| 2010-2011 | Avalanche du Colorado   | LNH          | 2  | 0                | 0                | 0                | 0                | -                | - | -                    | -                    | -                    |                      |                      |
| 2011-2012 | Falcons de Springfield  | LAH          | 3  | 1                | 2                | 3                | 0                | -                | - | -                    | -                    | -                    |                      |                      |
| 2011-2012 | Marlies de Toronto      | LAH          | 2  | 0                | 0                | 0                | 0                | -                | - | -                    | -                    | -                    |                      |                      |
| 2011-2012 | Royals de Reading       | ECHL         | 38 | 6                | 14               | 20               | 40               | 5                | 0 | 0                    | 0                    | 0                    |                      |                      |
| 2012-2013 | Schwenningen Wild Wings | 2.bundesliga | 39 | 9                | 9                | 18               | 16               | 12               | 0 | 1                    | 1                    | 12                   |                      |                      |
| 2013-2014 | Braehead Clan           | EIHL         | 8  | 2                | 3                | 5                | 4                | -                | - | -                    | -                    | -                    |                      |                      |
| 2014-2015 | Grizzlies de l'Utah     | ECHL         | 16 | 1                | 1                | 2                | 9                | 1                | 0 | 0                    | 0                    | 0                    |                      |                      |